# Штеффі Крігерштайн
Ште́ффі Крі́герштайн (нім. Steffi Kriegerstein; нар. 3 листопада 1992, Дрезден) — німецька спортсменка-веслувальниця, що спеціалізується на спринті.
На Олімпіаді 2016 року в Ріо-де-Жанейро Крігерштайн взяла участь у перегонах байдарок-четвірок на 500 м, у складі німецької команди, куди окрім неї також входили Сабріна Герінг, Франціска Вебер і Тіна Дітце. Німецькі веслувальниці виграли срібляні медалі.